# Chika Umino
Chika Umino (羽海野 チカ Umino Chika?) är artistnamn för en japansk mangaka. Hennes mest kända verk är serien Hachimitsu to Clover (Honey and Clover). För denna blev hon 2003 belönad med Kōdanshas mangapris i kategorin shōjo. Senare har den både blivit anime, långfilm och två dramaserier.
Hennes senaste arbete är Sangatsu no Lion (japanska: ３月のライオン, Sangatsu no raion, 'Mars kommer som ett lejon'?) som började gå i Hakusensha's serietidning Young Animal under 2007'. Den pågår fortfarande och har till och med december 2012 samlats i åtta samlingsvolymer.
Under 2009 bidrog hon även med figurdesign till Noitamina-serien Higashi no Eden (engelska: Eden of the East).
Hennes artistnamn kommer från hennes favoritplats "umi no chikaku no yūenchi" (海の近くの遊園地? 'en nöjespark vid havet')